# William Bolcom
William Elden Bolcom (Seattle, 26 mei 1938) is een Amerikaans componist en pianist.
Muziek bepaalde al vroeg zijn leven; toen hij elf jaar oud was, ging hij al compositie studeren aan de Universiteit van Washington, vooral privé bij Frederick McKay en John Verrall. Pianolessen kreeg hij van Berthe Jacobson. Latere studies werden verricht aan het Mills College bij Darius Milhaud (tijdens zijn Amerikaanse periode), maar tegelijk ook aan de Stanford-universiteit en aan het Conservatorium van Parijs, alwaar hij onderricht kreeg van Olivier Messiaen. Zijn composities leverde hem een aantal prijzen op, zoals de Pulitzerprijs voor zijn 12 nieuwe etudes voor piano (1988). Al eerder verscheen zijn Symfonie nr. 4 De Roos op compact disc bij het gespecialiseerde New World Records-label; het waren opnamen gemaakt vlak na de eerste uitvoering.
Al die jaren trad hij ook op begeleider van zijn vrouw, de mezzosopraan Joan Morris. Hij componeerde liederen voor haar als soliste, voor hen beiden als duo, maar ook liederen begeleid door symfonieorkest kwamen van zijn pen. Zijn Songs of innocence and of experience, 46 liederen op teksten van William Blake wordt gezien als belangrijkste werk.  Bijna alle jaren van zijn componist zijn, was hij ook docent aan de Universiteit van Michigan (1973-2008), nadat hij les had gegeven aan Queens College, Yale.
Leerlingen van hem zijn onder meer John Anthony Lennon, Frank Ticheli, Gabriela Lena Frank, Michael Sidney Timpson, Carter Pann, Stephen M. Gryc, Evan Hause, Kevin Beavers, John Berners.

## Discografie
Samen met zijn vrouw heeft hij talloze muziekalbums opgenomen, met name met liederen van hemzelf, maar ook met liederen stammend uit het begin van de 20e eeuw. Daarbij beperkte het stel zich niet tot klassieke muziek maar breidde hun repertoire uit tot liedjes uit de lichte muziek, vaak geschreven door onbekende componisten. Ook musicalliedjes werden op de elpee vastgelegd. Een aantal opnamen, waaronder dat van zijn magnum opus, verscheen op Naxos. 

## Werken
Tot 2009 componeerde hij drie operas: McTeague (1992), A View From the Bridge (1999), en A Wedding (2004), alle drie in opdracht geschreven voor Lyric Opera of Chicago van Dennis Russell Davies, die dan ook de premières verzorgden. Zij waren ook allen geschreven naar een libretto van Arnold Weinstein, al dan niet in samenwerking met anderen zoals Frank Norris. A Wedding is gebaseerd op de gelijknamige film van Robert Altman, wederom met libretto van Weinstein. Al eerder verscheen van dat duo Dynamite Tonite, een theaterwerk.
Inmiddels heeft Bolcom acht symfonieën gecomponeerd, waarvan de nummers 1, 3, 4 en 5 op compact disc verschenen; nummer 8 is alleen verkrijgbaar als download door het Boston Symphony Orchestra. Voorts schreef hij het Lyric Concerto (fluitconcert) voor James Galway, een vioolconcert in D voor Sergiu Luca en een klarinetconcert voor Stanley Drucker. Daarna volgden nog de Concert Suite voor altsaxofoon en harmonieorkest en Gaea voor twee piano’s linkerhand en orkest voor Gary Graffman en Leon Fleisher, die allebei een gemankeerde rechterhand hadden.  Dat concert is zo geschreven dat het op drie manieren uitvoerbaar is: als totaal of als twee losse pianoconcert voor een linkerhand met klein orkest. De eerste uitvoering vond plaats op 11 april 1996 met het Baltimore Symphony Orchestra onder leiding van David Zinman. Het werk lijkt qua constructie (meer dan één werk in een werk) op composities die zijn leermeester Milhaud componeerde.

### Werken
- 1957: Symfonie nr. 1
- 1958: Scherzo fantasie
- 1964: Symfonie nr. 2 "Oracles"
- 1967: Session III
- 1970: Graceful Ghost Rag'
- 1971: Commedia (voor een bijna 18e-eeuws orkest)
- 1976: Pianoconcert
- 1979: Symfonie nr. 3 voor kamerorkest
- 1979-1984: Gospel Preludes  (Books 1-4)
- 1982: Virtuosity rag
- 1984: Songs of Innocence and of Experience (William Blake)
- 1984: Lilith voor altsaxofoon en piano
- 1984: Vioolconcert
- 1977-85: Cabaret Songs (Vol. 1 and 2)
- 1986: Fantasie concertante voor altviool, cello en orkest
- 1986: Symfonie nr. 4 "The Rose"
- 1986: Seattle Slew, orkestsuite
- 1977-86: Twaalf nieuwe etudes voor piano
- 1989: Symfonie nr. 5
- 1989: Songs to dance
- 1989: Sonate voor cello en piano
- 1990: I will breathe a mountain
- 1990-92: McTeague
- 1991: Recuerdos
- 1992-93: Lyric Concerto
- 1993-96: Cabaret Songs (Vol. 3 and 4)
- 1994: A haunted labyrinth
- 1996: Gaea, Concerto for Two Pianos Left Hand, and Orchestra
- 1996-97: Symfonie nr. 6
- 1997: The last days of mankind, arrangement van een gedicht van de Ierse schrijver Frank McGuinness.
- 1998: Concert Suite '
- 1998-99: A view from the Bridge
- 2000: Pianoduet
- 2002: Symfonie nr. 7
- 2004: A Wedding
- 2005: Symfonie nr. 8
- 2006: Canciones de Lorca
- 2008: Eerste symfonie voor band